# Сфера (филм)
Сфера (енгл. Sphere) је научнофантастични филм из 1998. године по истоименом роману Мајкла Крајтона из 1987. године. Редитељ филма је Бари Левинсон, а у главним улогама су: Шерон Стоун, Дастин Хофман и Самјуел Л. Џексон.

## Улоге
| Глумац            | Улога                       |
| ----------------- | --------------------------- |
| Самјуел Л. Џексон | Др. Хари Адамс              |
| Шерон Стоун       | Др. Елизабет „Бет“ Хелперин |
| Дастин Хофман     | Др. Норман Гудман           |
| Питер Којоти      | Капетан Харолд Си Барнс     |
| Лијев Шрајбер     | Др. Тед Филдинг             |
| Квин Латифа       | Алис „Тини“ Флечер          |
| Марга Гомез       | Џејн Едмундс                |
| Хјуи Луис         | пилот хеликоптера           |
| Бернард Хоки      | морнар                      |

## Зарада
Филм је у САД зарадио 37.020.277 $.